# Sulaimania otostegioides
Sulaimania otostegioides là một loài thực vật có hoa trong họ Hoa môi. Loài này được (Prain) Hedge & Rech.f. miêu tả khoa học đầu tiên năm 1982.